# Amazonområdet
Amazonområdet eller Amazonbäckenet, ibland bara Amazonas, är ett låglandsområde i flera länder i Sydamerika kring Amazonfloden som domineras av regnskogen Amazonas men som också består av stora trädlösa slätter. Området är huvudsakligen tämligen flackt men har till viss del ett mer småkulligt utseende, ett subområde kallat terra firme. Amazonområdet är som bredast strax öster om Anderna och smalnar efterhand av österut mot kusten. På grund av den låga reliefen på berggrunden är erosionen svag och vattnet näringsfattigt och surt. Stora städer i området är bland annat Belém och Manaus. 

## Läs mer
- Amazonas regnskog
- Amazonfloden